# 港油麻藤
港油麻藤（学名：Mucuna championii）为豆科黎豆属下的一个种。

## 扩展阅读
- 維基物種上的相關：港油麻藤